# Калы
Калы́ (хак. Хаал/Хаал Пазы) —  село в Бейском районе, находится в 28 км к востоку от райцентра — с. Бея.
Расположено по обоим берегам небольшой р. Калы на границе двух природных зон — степной и лесной — в предгорье Саян. Расстояние до ближайшей ж.-д. станции и аэропорта в г. Абакане — 85 км. Село связано асфальтированной дорогой с г. Саяногорском — 10 км.
Население — 623 чел. (01.01.2004), в основном русские. Год образования села неизвестен. Перед Великой Отечественной войной в Калах был создан колхоз имени Ворошилова. На фронт в 1941-1945 ушли 183 жителя села, 120 из них не вернулись.
В селе находятся средняя общеобразовательная школа, ДК, библиотека, памятник воинам-землякам, погибшим в годы Вел. Отеч. войны.

## Население
| 2002 | 2010 |
| ---- | ---- |
| 681  | ↘674 |